# Maschinenfabrik A. Flocken

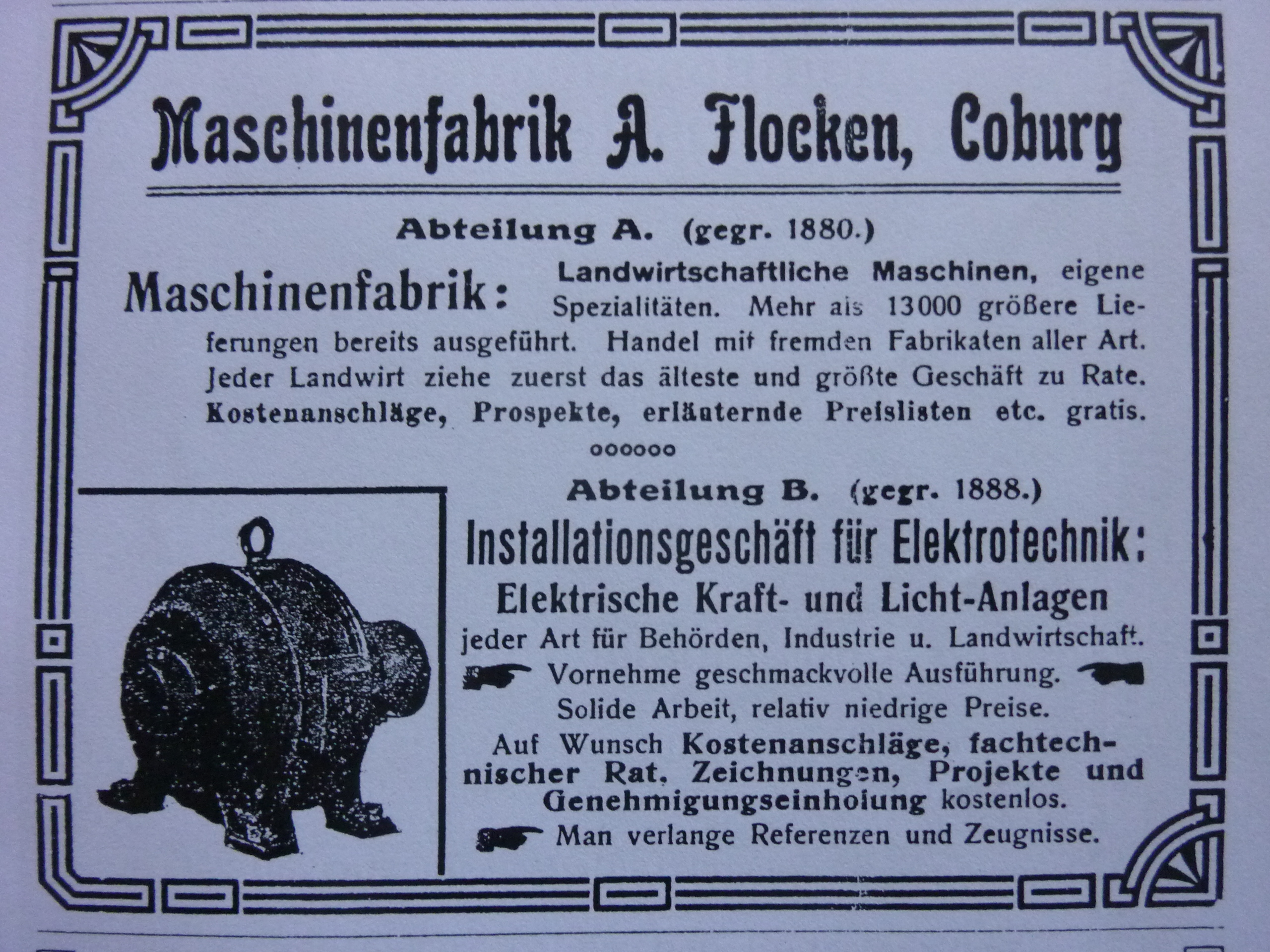
Werbeannonce, 1900

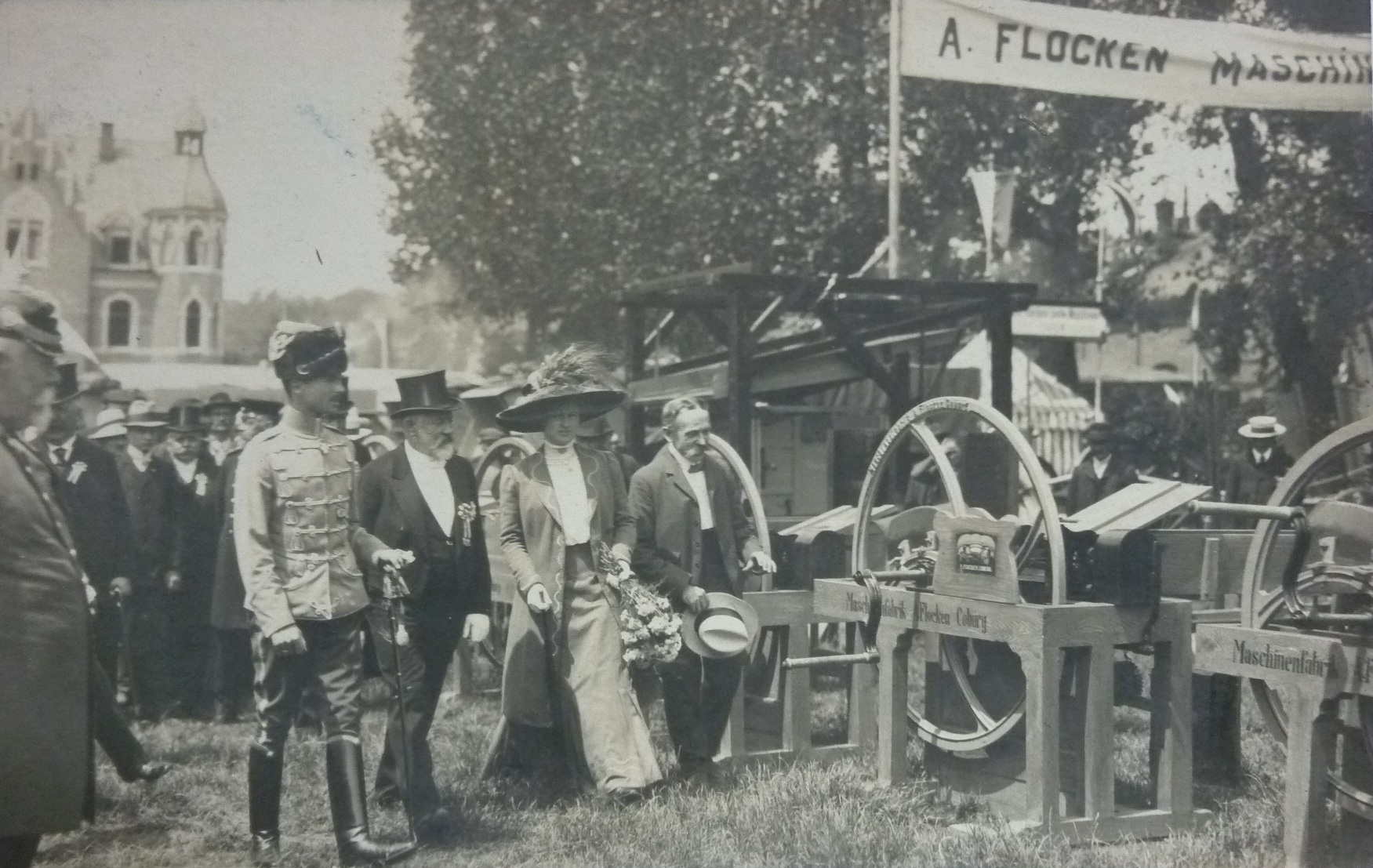
Landwirtschaftliche Ausstellung Coburg, Juni 1910

Die Maschinenfabrik A. Flocken war ein von 1880 bis 1931 bestehendes Coburger Unternehmen im Bereich Fahrzeugbau, Kfz-Handel und Elektrotechnik. Es wurde von Andreas Flocken gegründet.
Der 1888 hergestellte Flocken Elektrowagen gilt als „das erste (vierrädrige) Elektroauto der Welt“, und als das erste Elektroauto, das in Deutschland hergestellt wurde. Eine zweite Quelle bestätigt 1888 als erstes Produktionsjahr von Kraftfahrzeugen.

## Geschichte
1880 erwarb Andreas Flocken in der Callenberger Straße 15 ein Baugrundstück. Im gleichen Jahr gründete er seine landwirtschaftliche Maschinenfabrik und baute ein Fabrikgebäude. Die Maschinenfabrik begann 1881 mit dem Bau landwirtschaftlicher Maschinen wie Häckselmaschinen und Ähnlichem.
1888 wurde die Abteilung B für Elektrotechnik gegründet. Dort wurden Dynamos, Elektromotoren und Elektrozentralen hergestellt. Zu dieser Zeit begann Flocken mit der Entwicklung von Elektroautos und baute den Flocken Elektrowagen. Bis 1903 folgten mindestens zwei weitere Modelle mit verbessertem Antrieb und Ausstattung. Eine andere Quelle belegt ein Fahrzeug von etwa 1903.
1906 wurde das Unternehmen um eine Gießerei erweitert. 1908 übernahm Flockens Sohn Robert die Leitung des Unternehmens. Im Jahr 1919 wurde das Unternehmen an Alfred Axthelm verkauft. Sie existierte noch bis mindestens Anfang der 1930er Jahre. Das Fabrikgebäude in der Callenberger Straße wurde in den letzten Tagen des Zweiten Weltkrieges durch Artilleriebeschuss zerstört. Es wurde danach nur noch notdürftig wieder aufgebaut.